# Джим Рейнор
Джеймс Ю́джин Ре́йнор (англ. James Eugene Raynor) — главный персонаж и один из протагонистов серии компьютерных игр и романов StarCraft от Blizzard Entertainment.
Создателями персонажа являются геймдизайнеры Крис Метцен и Джеймс Финни. Во всех играх серии Рейнор был озвучен Робертом Клотуорти. Официального перевода Starcraft и Starcraft: Brood War на русский язык нет, в StarCraft II: Wings of Liberty, StarCraft II: Heart of the Swarm, StarCraft II: Legacy of the Void и StarCraft: Remastered озвучен Всеволодом Кузнецовым.
В оригинальной игре и Brood War Рейнор появляется как герой второго плана, в StarCraft II: Wings of Liberty он — протагонист.

## Разработка персонажа
Образ Джима Рейнора был изначально придуман Крисом Метценом и Джеймсом Финни, и они изобразили его как грубого и опасного человека. В интервью актер Рейнора Роберт Клотуорти упомянул один из концепт-артов, который повлиял на решение озвучить персонажа. Изображение Рэйнора на воздушном судне, оснащённом футуристическим оружием, создало у Клотуорти впечатление, что, поскольку Рэйнор был человеком, с которым «не надо было бы связываться», ему не пришлось бы повышать голос, поскольку «другим персонажам придётся заткнуться и слушать» или столкнуться с последствиями. Клотуорти также заявил, что если про StarCraft будет снят фильм, то он считает, что Клайв Оуэн будет идеальным выбором для роли Рэйнора, поскольку он «очень опасен».

## Биография

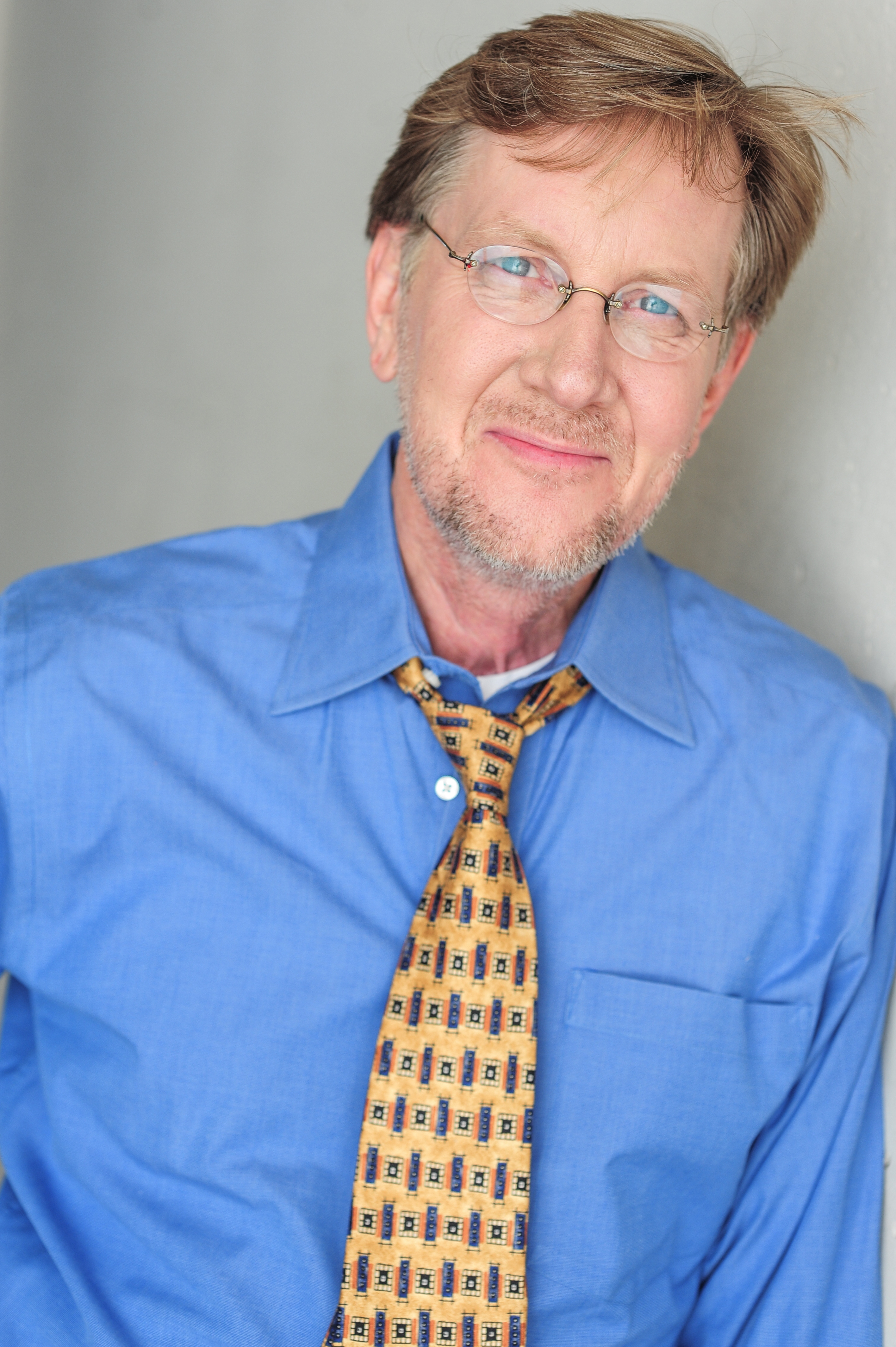
Роберт Клотуорти, озвучивший Рейнора во всех играх серии

Джим Рейнор был старшим офицером Конфедерации на Мар-Саре во времена первого нашествия зергов на этот мир. Несмотря на то что он храбро сражался с инопланетными агрессорами и спас множество жизней, под предлогом уничтожения им собственности Конфедерации на станции «Дальняя» (англ. Backwater station) его арестовали. Когда впоследствии его освободили «Сыны Корхала» — группа революционеров, противников Конфедерации, под предводительством Арктура Менгска — Рейнор принял решение сражаться на их стороне.
Также перед последней миссией за протоссов он говорит Тассадару, Зератулу и Фениксу, что зерги лишили его семьи, друзей и дома. В книге «Крестовый Поход Либерти» упоминается ребёнок Рейнора, забранный в школу Призраков и погибший там в результате несчастного случая.

### StarCraft
Когда игрок впервые знакомится с Рейнором, ему 29 лет и он занимает должность шерифа колониального ополчения. По приказу верховного командования Конфедерации он сопровождает колонистов Мар-Сары к пустошам, готовясь к их возможной эвакуации с планеты, которая атакована зергами.
Охраняя колонистов, он получает сигнал бедствия от аванпоста Конфедерации «Станция Дальняя».
Генерал Эдмунд Дюк, командующий корпусом Конфедерации «Альфа», приказывает Магистрату колонии не вмешиваться, поскольку он сам вышлет помощь, но Рейнор считает, что Дюк опоздает. Он вместе с ополчением атакует зергов, спасает аванпост и при этом разрушает заражённый Командный Центр. Прибывшие силы Конфедерации арестовывают его по обвинению в уничтожении собственности Конфедерации. Арктур Менгск, предводитель «Сынов Корхала», освобождает Рейнора из корабля-тюрьмы, и Джим решает перейти на сторону Арктура. Он убеждает Магистрата колонии присоединиться к нему. Вместе с «Сынами Корхала» Рейнор участвует во многих сражениях против зергов и Конфедерации. Он влюбляется в Сару Керриган, заместителя Менгска. Конфедерация терпит сокрушительное поражение от «Сынов Корхала» в своём родном мире, Тарсонисе.
Однако в конце первого эпизода StarCraft Менгск отдаёт Сару Керриган на растерзание зергам на космической платформе «Новый Геттисберг» над Тарсонисом. Рейнор рвёт дружбу с Менгском из-за этого предательства. Менгск и Эдмунд Дюк пытаются помешать Рейнору, активируя орбитальное ионное орудие. Рейдеры Рейнора разрушают орудие и улетают в бывшем штабном крейсере Менгска «Гиперион». Потеряв родной мир и союзников, Рейнор начинает действовать самостоятельно.
Во втором эпизоде StarCraft Рейнор появляется на вулканической планете Чар, заманенный туда псионными эманациями заражённой Керриган. Его база была уничтожена зергами, но Королева Клинков (так теперь зовут Керриган) оставляет его в живых, поскольку в одиночку он для неё не опасен. Рейнор был шокирован, увидев, во что превратилась Сара. Впоследствии выяснилось, что он спасся с Чара вместе с Вершителем протоссов Тассадаром, также привлечённым пси-эманациями Керриган.
В третьем эпизоде StarCraft Рейнор присоединяется к Тассадару на космической платформе над Чаром. Тассадар также находится в затруднительном положении — он нуждается в подкреплении с Айура, чтобы спасти тёмного прелата Зератула и других тёмных тамплиеров (неразимов). Конклав протоссов действительно посылает силы, но лишь для того, чтобы арестовать Тассадара. Тёмные тамплиеры заблокированы силами Керриган внутри захваченного комплекса терранов.
Тассадар проводит атаку на комплекс и освобождает Зератула и его братьев. После этого Рейнор, Алдарис (судья из Конклава), Тассадар и Зератул возвращаются на Айур, где встречают Феникса в форме драгуна, который присоединяется к ним. Конклав Протоссов не хочет иметь никаких дел с тёмными тамплиерами и заявляет, что сотрудничество с тёмными — ересь. Тассадар вынужден восстать против Конклава, но позже сдаётся, чтобы прекратить гражданскую войну. Вершитель (игрок), Рейнор и Феникс спасаются. Зератул и тёмные тамплиеры исчезают. Рейнор, командуя «Гиперионом», помогает Фениксу и Вершителю освободить Тассадара из тюрьмы, возвращая ему должок за помощь ребятам на Чаре.
В самом конце третьего эпизода StarCraft Рейнор и его рейдеры вместе с Тассадаром, Зератулом и другими протоссами уничтожают Сверхразум, при этом Тассадар жертвует собой, направляя флагманский авианосец «Гантритор» прямо на Сверхразум.

### StarCraft: Brood War
Временно оставшиеся без лидера зерги захватывают Айур, убивая большинство жителей. Выжившие во главе с Зератулом, Алдарисом и новым претором Артанисом эвакуируются через Врата искривления на Шакурас, родной мир тёмных тамплиеров. Феникс и Рейнор защищают Врата, чтобы протоссы могли спастись. Это стало началом дружбы между Рейнором и Фениксом.
В течение пятого эпизода StarCraft Рейнор появляется только для того, чтобы спасти Арктура Менгска от захвата Объединённым Земным Директоратом, а потом спасается с ним через Врата искривления.
В начале шестого эпизода StarCraft Керриган просит Рейнора и Феникса отдать ей Менгска. Она создаёт у всех троих впечатление, что они объединены против общего врага — ОЗД. Керриган использует их для уничтожения Пси-аннулятора (этот прибор мог создавать волны, нарушающие связь между зергами) и для освобождения Корхала. После, более в них не нуждаясь, Керриган убивает Феникса и Эдмунда Дюка. Рейнор понимает двуличность Керриган и клянётся однажды найти её и прикончить собственными руками. Больше в Brood War он не появляется. После финальной миссии игроку говорят, что Рейнор и Зератул пошли разными путями и с тех пор больше никто и никогда о них не слышал.

### Другие кампании StarCraft
Рейнор появляется на карте StarCraft 64, «Resurrection 4», события которой происходят после Brood War. «Resurrection 4» происходит на планете Браксис, где он спасает заражённого зергами Алексея Стукова и возвращает ему человеческий облик, используя нанотехнологии протоссов.

## StarCraft 2: Wings of Liberty
Четыре года, минувших с окончания Войны стаи, Джим Рейнор продолжает вылазки и сопротивление силам Доминиона, совершив восстания в 12 колониях. СМИ смешивают «Рейдеров Рейнора» с грязью, а сам Рейнор заливает свою печаль по поводу Керриган ви́ски в баре «У Джо Рея» на Мар-Саре. Однажды к нему приходит его старый товарищ, Тайкус Финдли, и предлагает заработать кредиты на добыче редких артефактов. Рейнор соглашается и, сам не подозревая того, начинает работать на сына императора — Валериана Менгска и его фонд Мёбиуса.
Облетая на «Гиперионе» разные планеты при поддержке своих друзей, Рейнор собирает артефакт, а также помогает колонистам во главе с Ариэль Хэнсен и встречается с беглыми фантомами под руководством Габриэля Тоша (в зависимости от выбора, предложенного в кампании, колонистов можно уничтожить и вместе с «призраком» Новой выступить против отрядов Тоша, в таком случае в армии Рейнора будут «призраки»).
В то же время он встречает Зератула, который отдаёт ему свой Кристалл Ихон, где содержатся воспоминания тёмного прелата о его путешествии и пророчестве о возвращении падшего зел-нага, Амуна, который соберёт огромную армию гибридов зергов и протоссов и уничтожит вселенную, и только Сара Керриган сможет остановить Армагеддон. После нескольких встреч с Королевой Клинков, впечатлённый воспоминаниями Зератула, Рейнор всё больше впадает в депрессию и запой, и выход для него находит Мэтт Хорнер, напомнив ему об ответственности над «Рейдерами» и сектором Копрулу при помощи его старого значка шерифа Конфедерации.
Рейнор продолжает своё восстание против Доминиона, кульминацией которого становится распространение по официальному телеканалу UNN компромата на Арктура Менгска.
Наконец встретившись с Валерианом, Рейнор узнаёт, что собранный ими артефакт принадлежит зел-нага и с его помощью можно вернуть Сару Керриган в былое человеческое состояние. «Рейдеры Рейнора», объединившись с флотом Доминиона во главе с Валерианом Менгском и генералом Горацием Ворфилдом, совершают отчаянную атаку на Чар. Во время боя артефакт выпускает мощный псионный заряд, уничтожающий зергов и возвращающий Керриган человеческий облик. Тогда-то и узнаётся, что всё это время Тайкус работал на Менгска-старшего с миссией убить Сару в обмен на свободу. Император заключил Финдли в скафандр морпеха, который может отключить все жизненно важные органы, если тот пойдёт против задания. Тайкус стреляет в Керриган, но Рейнор прикрывает её собой, а потом стреляет пулей, припасённой для Менгска, в старого друга. В конце он уносит Керриган на «Гиперион».
- Хорнер в секретной миссии «Сердце тьмы» называет второе имя Рейнора — Юджин.
- Во внутриигровом ролике «Предательство», представляющем собой воспоминания Джима, он на мгновение мелькает в своём классическом облике — с короткими волосами и без бороды.

## StarCraft 2: Heart of the Swarm
После битвы на Чаре Рейнор привозит Сару Керриган в исследовательский центр Умоджанского протектората. Валериан Менгск продолжает опыты над пси-способностями Сары, но Джим требует прекращения всяких экспериментов и собирается увезти свою возлюбленную подальше от войны. В день их отлёта на базу совершает нападение спецназ Доминиона под командованием Новы Терры, «призрака» Менгска, имеющей зуб на Рейнора из-за его отказа сдать Габриэля Тоша (либо просто выполняющей задание Менгска, в случае если Тош был сдан). Рейнора захватывают и сажают в тюрьму, хотя официально он признан погибшим. Новость о смерти Джима Рейнора вынуждают Керриган вновь собрать Рой Зергов против Арктура Менгска.
Когда Сара становится гибридом террана и «изначального» зерга, с ней связывается Менгск и угрожает убить Джима Рейнора, если Рой нападет на Корхал. Усилиями «Рейдеров Рейнора» Керриган и Единый Рой атакуют корабль-тюрьму. Увидев, что Сара вновь стала Королевой Клинков, Джим не сдерживает эмоций и напоминает о всех тех, кого погубила она и её Рой. В ответ Сара Керриган отдаёт Рейнору его револьвер. Рейнор выстреливает все патроны в стену и говорит, что «всё кончено», несмотря на признание Сары в любви.
Позже он прибывает на Корхал вместе с Валерианом для эвакуации гражданского населения, а после бок-о-бок с Единым Роем Зергов вступает в бой против Менгска. Когда Арктур Менгск пытается убить Сару при помощи артефакта зел-нага, Рейнор, одетый в боевой скафандр, ломает руку императору и перекидывает его на другой конец офиса. Джим уже собирается застрелить его, отомстив тем самым за всех, кого погубили «Сыны Корхала» и Доминион, включая Тайкуса Финдли, но в последний момент отдаёт эту честь Саре Керриган. В конце концов Джим стоит посреди разрушенного офиса Менгска, с грустной улыбкой глядя, как его возлюбленная, Сара Керриган, «возносится» над руинами Корхала вместе со своими верными зергами. Наконец, в душе Джима Рейнора воцаряется безмятежность.

## StarCraft 2: Legacy of the Void
Рейнор играет одну из главных ролей наравне с Зератулом, Селендис, Артанисом и Керриган. После пробуждения Амуна подконтрольные падшему зел-нага войска осаждают Августград, и только благодаря своевременной помощи Иерарха Артаниса, пришедшего за Ключом-камнем, артефактом Зел-Нага, Рейнору удаётся отбить столицу Доминиона терранов. В решающем финальном сражении против Амуна Рейнор и его парни приходят на помощь Керриган, в его сердце до сих пор теплится любовь.
В эпилоге, происходящем через два года после победы над Амуном, Джим показан пьющим в том же баре на Мар-Саре, в котором и началась вторая часть. Рейнор слушает репортаж Кейт Локвелл и обращение нового Адмирала Доминиона Мэтта Хорнера на телеканале UNN, вспоминая всё, через что прошёл. Внезапно дверь открывается и в дверном проёме появляется Керриган, создавшая по предписанию Вознёсшимся Зел-Нага новую жизнь, в прежнем облике, зовущая Рейнора вопросом «Как насчёт убраться отсюда, Ковбой?». Рейнор встаёт и с коронной фразой всей серии StarCraft 2 «Чёрт, давно пора» оставляет на барной стойке свой значок шерифа Конфедерации и уходит вместе с ней в неизвестном направлении. С тех пор больше их никто и никогда не видел.

## Другие появления
Книги:
- StarCraft: Liberty’s Crusade
- StarCraft: Queen of Blades
- Heaven`s Devils
- Devils` due

Игры:
- StarCraft Adventures
- Heroes of the Storm

## Критическое восприятие
Персонаж Джима Рейнора был в целом хорошо принят как критиками, так и поклонниками. Сайт Gaming’s Edge описал Рейнора как «почти архетип фигуры героя боевика» с «здоровой дозой высокомерия», который, несмотря на постоянные попытки совершать правильные с моральной точки зрения поступки, неизменно заканчивает «худшим исходом дела» ввиду обстоятельств, не зависящих от его контроля. В статье также выдвигается точка зрения, что «было бы трудно не восхищаться Рейнором, если не по какой-либо другой причине, то за его настойчивость» перед лицом покинутости, изоляции и предательства. В обзоре игры StarCraft в журнале GamePro рецензент отметил, что образ персонажа был настолько хорош, что он чувствовал, что он «на самом деле разговаривает со мной», и отметил, что начал чувствовать эмоциональную привязанность к тяжёлому положению Рейнора, комментируя: «Когда в последний раз вы могли бы сказать это о персонаже стратегической игры?» В опросе на сайте GameSpot читатели по итогам голосования выбрали Рейнора одним из десяти лучших героев видеоигр, отметив персонажа за его человечность, стойкость перед лицом последовательных потерь, а также прогресс от обычного паренька из небольшой сельскохозяйственной колонии до героя сектора. GameSpot также дал дополнительные похвалы качеству озвучивания героя, выполненному Робертом Клотуорти. В 2012 году GamesRadar поставил его на 80-е место среди «самых запоминающихся, влиятельных и крутых» героев игр, прокомментировав: «Он воплощает в себе концепцию всеобщего блага и готов поставить всё это на карту, чтобы защитить других. Если вы застряли в плохой ситуации, будь то против роя зергов или флота протоссов, он тот человек, с которым вы захотите сражаться бок о бок». В 2013 году Complex поставил Рейнора на 24 место среди «величайших солдат в видеоиграх».